# Cambo-les-Bains
Cambo-les-Bains (baskisch Kanbo) ist eine französische Gemeinde mit 6715 Einwohnern (Stand 1. Januar 2022) im Département Pyrénées-Atlantiques in der Region Nouvelle-Aquitaine. Sie liegt ca. 17 km südlich von Bayonne, etwa zehn Kilometer nordöstlich der spanischen Grenze. Cambo-les-Bains liegt in der historischen Provinz Labourd, im Französischen Baskenland. Die Gemeinde gehört zum Arrondissement Bayonne und zum Kanton Baïgura et Mondarrain (bis 2015: Kanton Espelette).
Bekannt ist das in den westlichen Ausläufern der Pyrenäen am Fluss Nive gelegene Cambo-les-Bains vor allem als Kurort. Das sehenswerte Thermalbad wurde im neoklassizistischen Stil errichtet.
Am Stadtrand, in Richtung Larressore, befindet sich die Villa Arnaga. Sie wurde zwischen 1900 und 1906 im Auftrag des Schriftstellers Edmond Rostand, dem Autor des Versdramas Cyrano de Bergerac, erbaut. Rostand lebte dort mit seiner Frau Rosemonde Gérard bis kurz vor seinem Tod im Jahr 1918. Häufig besuchte ihn dort Pierre Loti. Heute ist das denkmalgeschützte Gebäude, zu dem auch ein kunstvoll angelegter Garten gehört, ein Museum, das sich seinem Leben und dem baskischen Kunsthandwerk widmet.
Cambo-les-Bains ist der Sterbeort des spanischen Komponisten Isaac Albéniz, des spanischen Organisten Sebastián Durón, des französischen Politikers Georges Bidault und des senegalesischen Abgeordneten im Französischen Parlament Blaise Diagne.

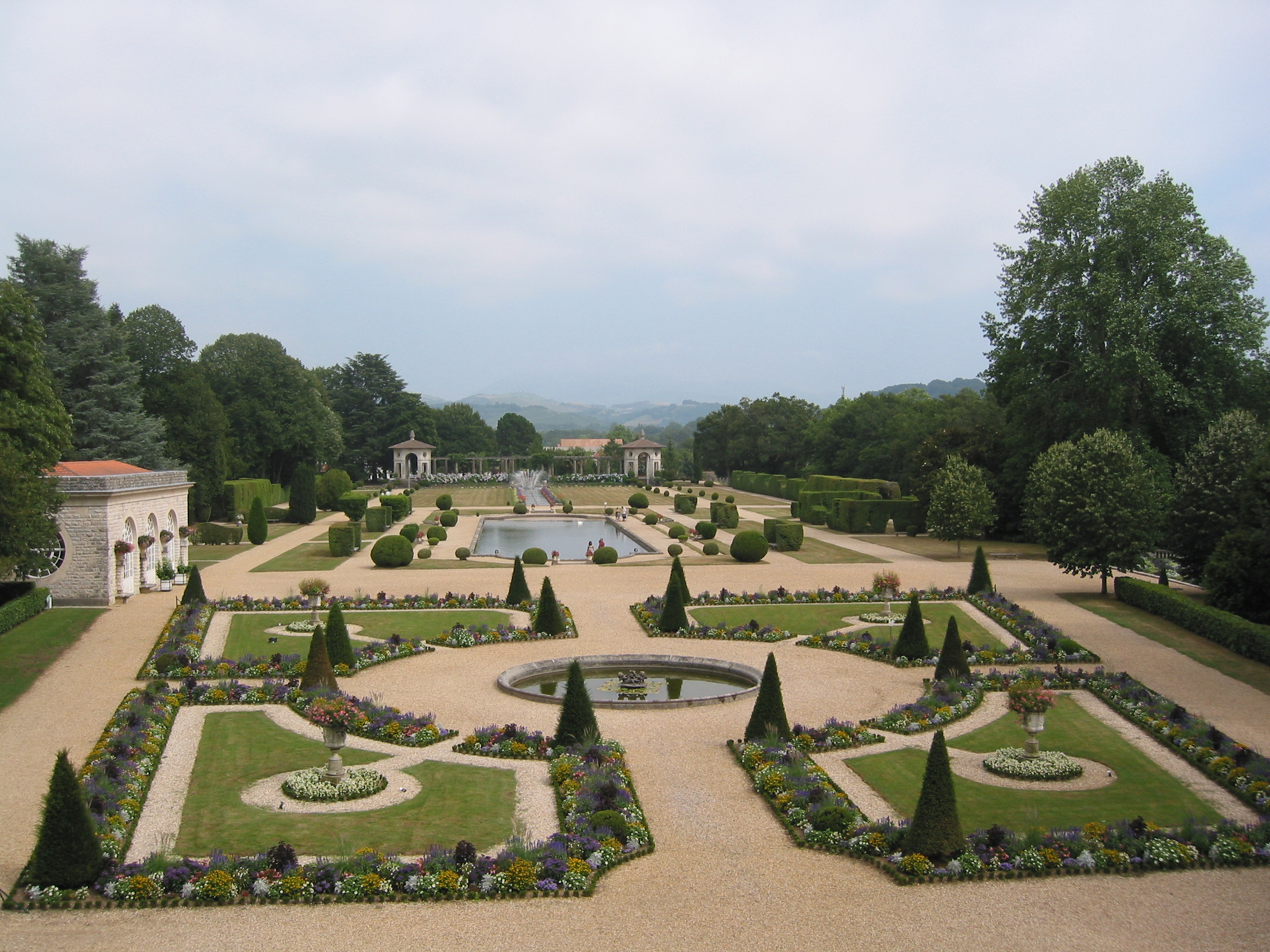
Garten der Villa Arnaga

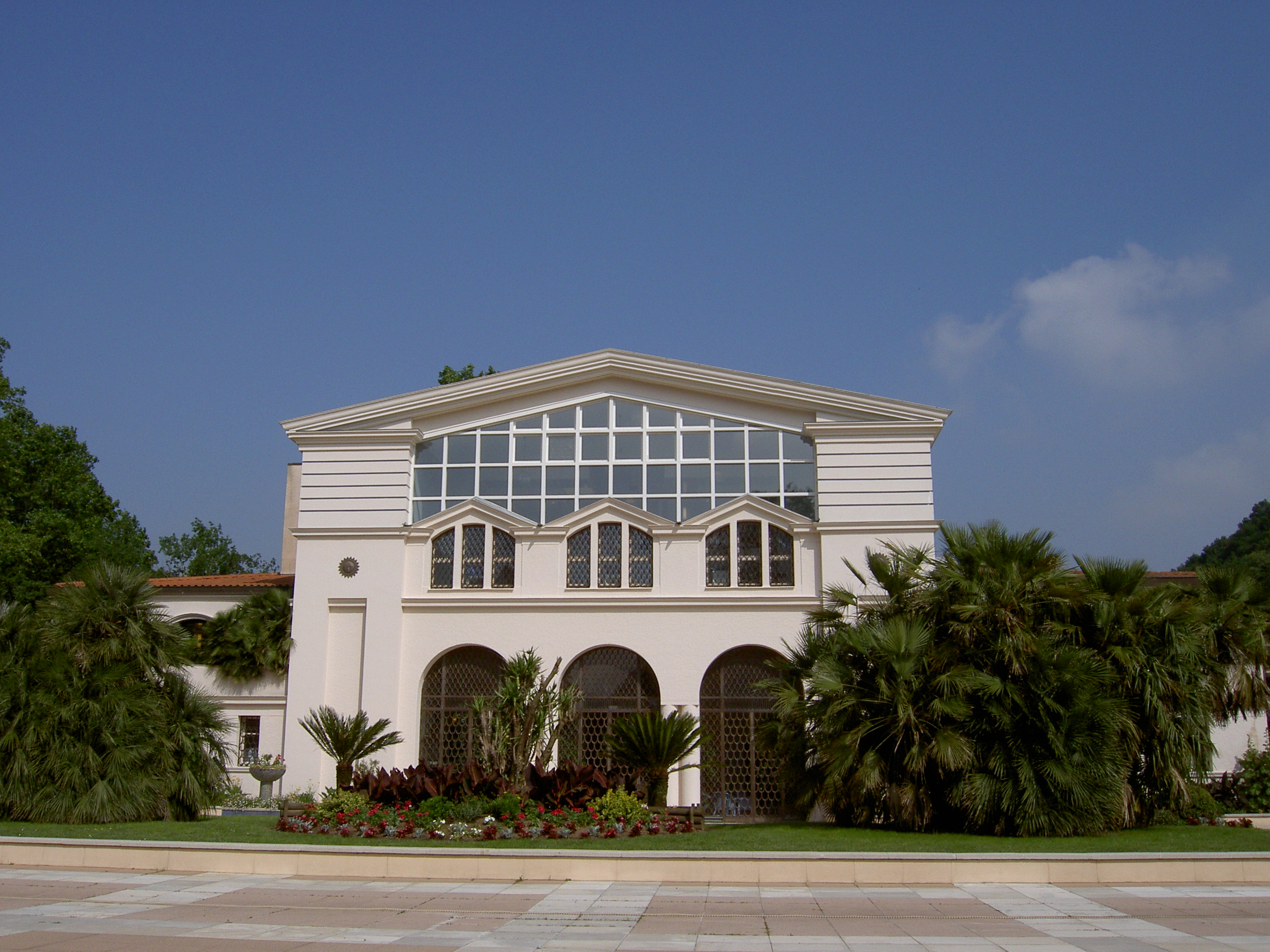
Thermalbad

Außerdem starb in Cambo-les-Bains am 12. Februar 1948 Blanche Zélia Joséphine Delacroix, Baronin de Vaughan, genannt Caroline Lacroix (* 13. Mai 1883 in Bukarest), die morganatische Ehefrau des belgischen Königs Leopold II.

## Wirtschaft
Cambo-les-Bains ist eine der zehn Gemeinden, welche den baskischen Gewürzpaprika Piment d’Espelette unter der Herkunftsbezeichnung Appellation d’Origine Contrôlée (AOC) anbauen und verkaufen dürfen.